# NGC 5835
NGC 5835 في الفهرس العام الجديد، هي مجرة، تقع في كوكبة العواء. اكتشفت في 23 أبريل 1887 بواسطة لويس سويفت.

## روابط خارجية
- NGC 5835 على موقع ويكي سكاي: DSS2, SDSS, GALEX, IRAS, Hydrogen α, X-Ray, Astrophoto, Sky Map, Articles and images